# Alun Evans (calciatore 1965)
Alun Evans (17 febbraio 1965) è un ex calciatore neozelandese, di ruolo difensore o centrocampista.

## Carriera
Ha giocato nel Woolston ed ha indossato per diciassette volte la maglia della nazionale neozelandese dal 1992 al 1995.